# Kentucky
Kentucky [kentáki] je celinska zvezna država ZDA, ki leži na jugovzhodu države. Na severu meji na Illinois, Indiano in Ohio, na vzhodu na Zahodno Virginijo in Virginijo, na jugu na Tennessee in na zahodu na Misuri. Tako po površini kot po številu prebivalcev (približno 4,5 milijona po podatkih iz leta 2020) je približno v sredini med ameriškimi zveznimi državami. Glavno mesto je Frankfort, največji mesti pa Louisville in Lexington.
Severno in zahodno mejo Kentuckyja tvorita reki Ohio in Misisipi, po zaslugi katerih je v nižavjih rodovitna prst. Ozemlje je zgodovinsko znano po plantažah tobaka, ki so jih obdelovali sužnji. Kentucky je nastal leta 1792 z odcepitvijo od Virginije in bil sprejet v zvezo. Med državljansko vojno je bil ena od mejnih držav med Unijo in Konfederacijo in uradno nevtralen. Še vedno je znan po kmetijstvu, v sodobnem času pa tudi po avtomobilski industriji.